# Valdštejnské domky
Valdštejnské domky se nazývají zbytky trojice domů z let 1678, 1680 a 1681 stojící ve Větrné uličce sousedící s libereckým Sokolovským náměstím. Větrná ulička svou délkou 53,30 m a šířkou 3,25 m patří mezi nejkratší a nejužší ve městě. Původně byla delší, na její jižní stráně stálo takových domků pět a na severní šest.

## Historie
Domky se nazývají Valdštejnské podle Albrechta z Valdštejna, i když vznikly dlouho po jeho smrti. Připomínají totiž původní obestavění tehdejšího Novoměstského náměstí, které vzniklo za vévodovy éry. Všechny tyto domy sloužily k ubytování soukeníků, nejstarší (nejbližší dnešní Střední průmyslové škole stavební) se roku 1801 změnil na krčmu „U města Petrohradu“. Zatímco ostatní domy postavené tímto stylem byly časem přestavěny, tyto tři domy na svém původním místě zůstávaly v nezměněné podobě.
Jejich údržba se zdála být neudržitelnou po druhé světové válce a jejich osud byl tehdy nejistý. Také první pokus o jejich rekonstrukci roku 1950 byl neúspěšný, pro domky se nepodařilo najít vhodné využití a poté se jejich zadní část zřítila. Padlo rozhodnutí o jejich vynětí z památkové péče a předpokládalo se jejich zboření. Roku 1953 se do sousedního objektu přistěhovala Střední průmyslová škola stavební a její profesoři se rozhodli přední část Valdštejnských domků zachránit a napojit ji na plánovanou přístavbu svých učeben. Tento záměr odsouhlasilo i ministerstvo kultury a tak mohla být složitá přestavba provedena. Stavělo se svépomocí v rámci akce Z, venkovní vzhled domků byl zachován, do jejich vnitřku byly umístěny pracovny středoškolských profesorů. Domky tak jsou od roku 1976 užívány a udržovány Střední průmyslovou školou stavební v Liberci.

## Podoba
Přízemí domů bylo částečně roubené a částečně zděné a omítané. Patro a štíty domků jsou hrázděné s výplní z jílové mazaniny. Z podloubí dlážděného plochými kameny se vcházelo do předsíně odkud se schody vycházelo do patra. Zbytek přízemí zabírala prostorná světnice s výhledem do dvora. V patře a podkroví byly ložnice a komory.